# Amei Lang
Amei Lang (* 5. Juni 1944 in Neustadt im Schwarzwald) ist eine deutsche Prähistorikerin.

## Leben
Amei Lang studierte an der Universität Tübingen, wo sie 1972  bei Wolfgang Kimmig promoviert wurde. 1997 erfolgte ihre Habilitation bei Georg Kossack an der Universität München. Sie wurde dort 2004 außerordentliche Professorin für Vor- und Frühgeschichte und Akademische Direktorin.

## Schriften (Auswahl)
- Die geriefte Drehscheibenkeramik der Heuneburg 1950–1970 und verwandte Gruppen. Berlin 1974, ISBN 3-11-004516-8 (Dissertation).
- Das Gräberfeld von Kundl im Tiroler Inntal. Studien zur vorrömischen Eisenzeit in den zentralen Alpen. München 1998, ISBN 3-89646-531-7.